# Prawosławny punkt duszpasterski Zwiastowania Bogurodzicy w Paryżu
Prawosławny punkt duszpasterski Zwiastowania Bogurodzicy – prawosławna placówka duszpasterska w Paryżu, w dekanacie paryskim północno-wschodnim Arcybiskupstwa Zachodnioeuropejskich Parafii Tradycji Rosyjskiej Patriarchatu Moskiewskiego.
Nabożeństwa celebrowane są w każdą sobotę w dolnej kaplicy soboru św. Aleksandra Newskiego, w języku mołdawskim, według kalendarza juliańskiego.
Administratorem placówki jest ks. Basile Sevciuc (Vassili Sevciuk).